# Honda H
Honda H — рядный четырёхцилиндровый двигатель внутреннего сгорания производства японской компании Honda. Он во многом основан на двигателе Honda F, с которым разделяет множество конструктивных особенностей. Двигатель F20B, по сути, являлся версией двигателя H22A с чугунным блоком цилиндров и укороченным ходом поршня.
Серия H состояла из двух двигателей с разным рабочим объёмом: H22 объёмом 2,2 л (2157 см3) и H23 объёмом 2,3 л (2259 см3). В обеих версиях применялись одинаковые блоки цилиндров; для изменения рабочего объёма использовались разные коленвалы и шатуны.

## DOHC

### H22
Первым двигателем стал H22A1. Он дебютировал в 1993 году в США на Honda Prelude VTEC. В 1994 году в Европе компания Honda использовала блок цилиндров и головку блока цилиндров двигателя H22A в качестве двигателя автомобилей класса Формула-3. Объём двигателя был уменьшен с 2,2 л до 2,0 л (2000 см3). С 1997 по 2001 год двигатель применялся в автомобилях компании Mugen Motorsports под названием MF204B. В 1995—1997 годах двигатель применялся в Honda Accord BTCC, а в 1996—1997 годах — в Honda Accord JTCC. У Type-S Prelude обороты двигателя снижены до 9100 об/мин.

#### Технические характеристики
- Диаметр цилиндра × ход поршня: 87 мм × 90,7 мм
- Объём: 2,2 л (2157 см3)
- Клапанный механизм: DOHC VTEC
- Клапанов: 16
- Степень сжатия: 10,0—10,6:1 (Северная Америка); 10,0—11,0:1 (Европа); 10,6—11,0:1 (Япония)
- Мощность: 138—164 кВт (185—220 л. с.)
- Включение VTEC: 5200 об/мин
- Снижение частоты вращения: 8700—9100 об/мин
- Топливная система: PGM-FI с впрыском топлива

### H22A DOHC VTEC
- Honda Prelude BB4—BB6 (1992—1996)

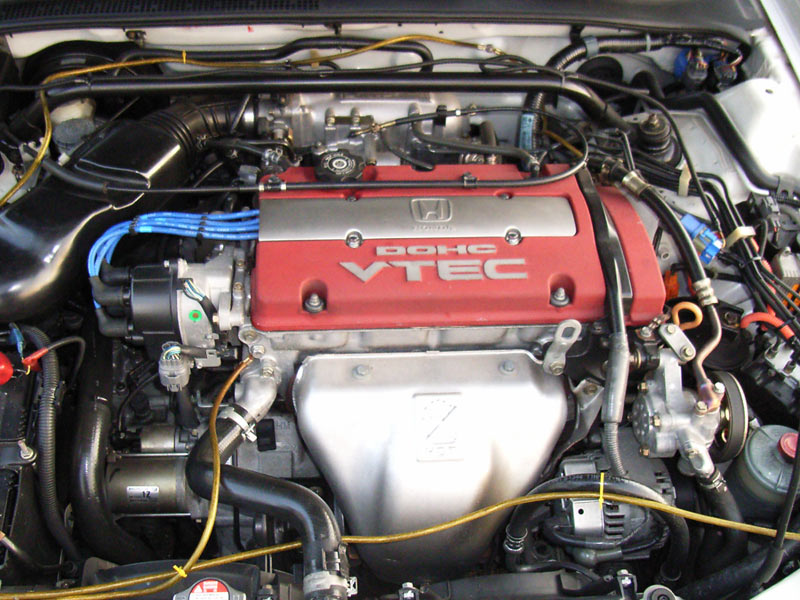
Двигатель H22A VTEC

  - H22A-1000001~ Si Vtec; Si Vtec-4WS
  - H22A-1040001~ Si Vtec; Si Vtec-4WS
  - H22A-1100001~ Si Vtec; Si Vtec-S Limited; Si Vtec-4WS
  - H22A-1150001~ Si Vtec; Si Vtec-Sport Package; Si Vtec-4WS
  - H22A-1200001~ Si Vtec; Si Vtec-Sport Package R-2 (M/T); Si Vtec-Sport Package G-2 (A/T); Si Vtec-4WS
- Honda Accord SiR Sedan CD-6 (1994—1997)
  - H22A-2000001~
  - H22A-2020001~
  - H22A-2050001~
  - H22A-2070001~
- Honda Accord SiR Wagon CF-2 (1997)
  - H22A-3030001~
- 1997—2001 Honda Prelude BB6—BB8
  - H22A-1250001~ SiR; SiR-4WS
  - H22A-4000001~ Type S
  - H22A-1270001~ SiR; SiR-4WS
  - H22A-4010001~ Type S
  - H22A-1280001~ SiR; SiR S spec; SiR-4WS
  - H22A-4020001~ Type S
  - H22A-1290001~ SiR; SiR S spec; SiR-4WS
  - H22A-4030001~ Type S
- Honda Accord/Torneo Euro-R CL1 (1999—2001)
  - H22A-4000001~
  - H22A-4100001~

#### H22A
- 1992—1996 Prelude Si VTEC (2WS BB4 & 4WS BB1)
  - Мощность: 147 кВт (197 л. с.) при 6800 об/мин
  - Крутящий момент: 219 Н⋅м при 5500 об/мин
- 1997—2001 Prelude SiR (2WS BB6 & 4WS BB8)
  - Мощность: 147 кВт (197 л. с.) при 6800 об/мин
  - Крутящий момент: 219 Н⋅м при 5500 об/мин
- 1997—2001 Prelude Type-S и SiR S-Spec (BB6)
  - Мощность: 162 кВт (217 л. с.) при 7200 об/мин
  - Крутящий момент: 221 Н⋅м при 6500 об/мин
- 1994—1996 Accord SiR Sedan (CD6)
  - Мощность: 140 кВт (187 л. с.) при 6800 об/мин
  - Крутящий момент: 206 Н⋅м при 5500 об/мин
- 1997 Accord SiR Wagon (CF2)
  - Мощность: 140 кВт (187 л. с.) при 6800 об/мин
  - Крутящий момент: 206 Н⋅м при 5500 об/мин
- 1999—2001 Accord/Torneo Euro-R (CL1)
  - Мощность: 162 кВт (217 л. с.) при 7200 об/мин
  - Крутящий момент: 221 Н⋅м при 6500 об/мин

#### H22A1
- Prelude VTEC (BB1)
- Prelude SR-V (BB1)
- Prelude VTi-R (BB1)
  - Мощность: 140 кВт (187 л. с.) при 6800 об/мин
  - Крутящий момент: 207 Н⋅м при 5500 об/мин

#### H22A2
- Prelude 2.2i VTEC (BB1)
  - Мощность: 136 кВт (182 л. с.)

#### H22A3
- 1996 Prelude VTEC (BB1)
- 1994 Honda Accord Coupe SiR
  - Мощность: 136 кВт (182 л. с.)

#### H22A4
- Prelude (Base и Type-SH; BB6)
- Prelude (Base, Type-SH и SE; BB6)
- 1997—1998 Prelude (VTi-R и VTi-R ATTS; BB6)
  - Мощность: 147 кВт (197 л. с.) при 7000 об/мин
  - Крутящий момент: 212 Н⋅м при 5250 об/мин

#### H22A5
- 1997—1998 Prelude 2.2VTi/VTi-S (2WS BB6 & 4WS BB8)
  - Мощность: 136 кВт (182 л. с.)

#### H22A7
- 1998—2002 Accord Type-R (CH1)[6]
  - Мощность: 156 кВт (209 л. с.) при 7200 об/мин
  - Крутящий момент: 222 Н⋅м при 6700 об/мин

#### H22A8
- 1999—2001 Prelude 2.2VTi/VTi-S (2WS BB6 & 4WS BB8)
  - Мощность: 147 кВт (197 л. с.) при 7100 об/мин
  - Крутящий момент: 212 Н⋅м при 5250 об/мин

#### H22Z1
- 1999—2001 Prelude VTi-R
- Prelude VTi-R ATTS (BB6)
  - Мощность: 155 кВт (208 л. с.)
  - Степень сжатия: 11,0:1

### H23
Двигатель H23 являлся версией двигателя H22 с увеличенным ходом поршня и без системы VTEC.

#### Технические характеристики
- Диаметр цилиндра × ход поршня: 87 мм × 95 мм
- Объём: 2,3 л (2259 см3)
- Клапанный механизм: DOHC
- Клапанов: 16
- Степень сжатия: 9,8:1
- Мощность: 119 кВт (160 л. с.)
- Крутящий момент: 212 Н·м
- Красная зона: 6500 об/мин
- Топливная система: PGM-FI с портовым впрыском топлива

#### Н23А1
- Prelude Si (BB2)
  - Мощность: 119 кВт (160 л. с.)
  - Крутящий момент: 212 Н·м
- Prelude SE (BB2)
  - Мощность: 119 кВт (160 л. с.)
  - Крутящий момент: 212 Н·м
- Prelude SR (BB2)
  - Мощность: 119 кВт (160 л. с.)
  - Крутящий момент: 212 Н·м
- Prelude Si (BB2)
  - Мощность: 119 кВт (160 л. с.)
  - Крутящий момент: 212 Н·м
- Prelude SRS (BB2)
  - Мощность: 119 кВт (160 л. с.)
  - Крутящий момент: 212 Н·м

#### H23A2
- Prelude 2.3i (BB2)
  - Мощность: 119 кВт (160 л. с.)
  - Крутящий момент: 209 Н·м

#### H23A3
- 1993—1995 Accord 2.3i SR (CC7)
  - Мощность: 119 кВт (160 л. с.)
  - Крутящий момент: 209 Н·м
- 1993—1999 Rover 623 SLi, GSi и iS[8][9]
  - Мощность: 119 кВт (160 л. с.)
  - Крутящий момент: 209 Н·м

#### H23A DOHC VTEC
В 1998 году компания Honda выпустила редкую версию двигателя H23A с DOHC и VTEC только для японского рынка. Двигатель был модифицирован: в блоке цилиндров H23A был сделан внутренний масляный канал для работы соленоида VTEC в головке H22A. Он имеет такую же мощность, как и двигатель H22A, но более низкую максимальную частоту вращения — 7200 об/мин, так как у него более длинный ход поршня, чем у H22A. Диаметр цилиндра и ход поршня двигателя H23A составляют 87 × 95 мм, а диаметр цилиндра и ход поршня двигателя H22A — 87 мм × 90,7 мм. В двигателе H23A также отсутствуют масляные форсунки, которые имеются у двигателей H22A и H22Z VTEC, но имеется возможность установки масляных форсунок, так как в главном масляном канале, подающем масло в форсунки, и в отверстиях для болтов, удерживающих форсунки в нижней части каждого цилиндра, имеется резьба. Установка форсунок возможна, но сами форсунки необходимо было согнуть, чтобы они не мешали удлинённому коленвалу двигателя H23A VTEC. Двигатель H23A DOHC VTEC — самый объёмный из двигателей серии H со степенью сжатия 10,6:1.
- 1998—2002 Accord Wagon SiR (CH9)
  - Мощность: 147 кВт (197 л. с.) при 6800 об/мин
  - Крутящий момент: 221 Н·м при 5300 об/мин
- 1998—2002 Accord Wagon AWD (CL2)
  - Мощность: 140 кВт (187 л. с.) при 6800 об/мин
  - Крутящий момент: 221 Н·м при 5300 об/мин